# Episodi di Avvocati di famiglia (seconda stagione)
La seconda stagione della serie televisiva Avvocati di famiglia è stata trasmessa in Canada sul canale Global dal 22 maggio 2023 al 31 luglio 2023.
In Italia la stagione è stata trasmessa in prima visione assoluta su Sky Investigation dal 27 marzo al 24 aprile 2022.
| N° | Titolo originale                | Titolo italiano | Prima TV Canada | Prima TV Italia |
| -- | ------------------------------- | --------------- | --------------- | --------------- |
| 1  | Revisionist History             | Episodio 1      | 22 maggio 2023  | 27 marzo 2022   |
| 2  | I Now Pronuon You               | Episodio 2      | 29 maggio 2023  | 27 marzo 2022   |
| 3  | Undet the Influence             | Episodio 3      | 12 giugno 2023  | 3 aprile 2022   |
| 4  | Return to Sender                | Episodio 4      | 19 giugno 2023  | 3 aprile 2022   |
| 5  | Fifty Shades of Judginess       | Episodio 5      | 26 giugno 2023  | 10 aprile 2022  |
| 6  | Wicked Games                    | Episodio 6      | 3 luglio 2023   | 10 aprile 2022  |
| 7  | Arrested Development            | Episodio 7      | 10 luglio 2023  | 17 aprile 2022  |
| 8  | The Good, The Bad and The Pugly | Episodio 8      | 17 luglio 2023  | 17 aprile 2022  |
| 9  | Acting Out                      | Episodio 9      | 24 luglio 2023  | 24 aprile 2022  |
| 10 | All Happy Families              | Episodio 10     | 31 luglio 2023  | 24 aprile 2022  |